# ADO (baseball)
L'ADO Base- en softball è stato una squadra di baseball e softball olandese, con sede a L'Aia.

## Storia
Nata nel 1948 come sezione dell'omonima società calcistica, disputò i primi campionati di Hoofdklasse negli anni settanta. Conseguì i migliori risultati a partire dal 1992, anno della prima ed unica vittoria del titolo nazionale, ottenuto battendo l'HCAW nella Holland Series. Nella seguente stagione conquistò la Coppa dei Campioni sconfiggendo i campioni in carica del Parma Baseball, ma nel 1994 non riuscì a ripetersi in finale contro il Neptunus Rotterdam. Al Neptunus si arrese anche nella Holland Series del 2000.
Nel gennaio del 2012 avvenne la fusione con i Losdun Lakers e il contestuale cambiamento del nome in AdoLakers, società che tuttavia cessò di esistere il 7 marzo 2015.

## Palmarès
- Campionato olandese: 1

1992
- Coppe dei Campioni: 1

1993

### Finali perse
- Holland Series: 1

2000
- Coppe dei Campioni: 1

1994
- Coppa CEB: 1

1995
- Coppa delle Coppe: 1

2002